# Mézières-au-Perche
Mézières-au-Perche är en kommun i departementet Eure-et-Loir i regionen Centre-Val de Loire strax norr om centrala Frankrike. Kommunen ligger i kantonen Brou som tillhör arrondissementet Châteaudun. År 2015 hade Mézières-au-Perche 133 invånare.

## Befolkningsutveckling
Antalet invånare i kommunen Mézières-au-Perche
Referens:INSEE